# Barnabé (músico)
Barnabé, nome artístico de João Ferreira de Melo (Botelhos, 8 de dezembro de 1932 - São Paulo, 13 de setembro de 1968) foi um humorista, cantor e compositor de estilo caipira. O mesmo nome artístico, a partir de 1970, foi adotado por seu irmão, José Ferreira de Melo (Ribeirão do Pinhal, 09 de dezembro de 1949).

## Biografia
Filho de Pedro Ferreira de Melo, conhecido artisticamente como Bernardo, de quem herdou o talento artístico, nasceu em Botelhos, mas foi criado no Paraná, onde trabalhou na lavoura e como operário na construção de estradas. Ainda adolescente apresentava-se em circos e cinemas como Nhô Peroba, que tocava violão e contava piadas, iniciando sua carreira em Ribeirão do Pinhal, em 1950. Foi levado para São Paulo pela dupla Tonico & Tinoco, onde passou a participar dos programas de rádio "Na Beira da Tuia" e "Peru Que Fala".
Participou do filme Chofer de Praça dirigido por Milton Amaral ,no qual aparece tocando violão junto a Mazzaropi, Robertinho do Acordeon e Cidoca, durante a música "Não Chores".
Gravou seu primeiro disco em 1965, pela Continental, posteriormente gravando mais três discos, sempre misturando piadas com modas de viola, ao estilo caipira.
Faleceu em São Paulo, em 13 de setembro de 1968, aos 35 anos, vítima da doença de Chagas.

## Discografia
- 1965 - Show de Graça - Volume 1 (Continental)
- 1966 - Show de Graça - Volume 2 (Continental)
- 1967 - Show de Graça - Volume 3 (Continental)
- 1968 - Show de Graça - Volume 4 (Continental)

## O Segundo Barnabé
Após o falecimento de Barnabé, seu irmão José Ferreira de Melo (Ribeirão do Pinhal, 09 de dezembro de 1949) adotou o nome artístico do irmão e gravou, a partir de 1970, dez discos pela gravadora Continental, alguns inclusive com a participação da atriz Esmeralda, que já havia gravado com o primeiro Barnabé, com o qual era casada. A partir dos anos 1990, lançou em outras gravadoras vários CD's com piadas, anedotas e músicas. Participou como jurado nos programas Barros de Alencar (TV Record) e Wilton Franco (TV Bandeirantes). Esteve presente no programa Viola, Minha Viola (TV Cultura) e realizou uma participação com Os Trapalhões (TV Globo). Nos anos 1980, trabalhou no programa "Especial Chitãozinho & Xororó", no SBT, ao lado da humorista Nhá Barbina. Neste mesmo canal, esteve ao lado de Bozo, Mara Maravilha e Cristina Rocha e, mais tarde, marcou presença no Programa do Ratinho. Em 2017, lançou o CD "Barnabé - Humor em Família - 90 anos de Tradição", onde homenageia seu pai e seu irmão. No dia 31 de março de 2019 foi ao ar pela TV Cultura, no programa Sr. Brasil, a primeira entrevista de televisão em que José se apresentou descaracterizado do personagem.